# Криста Кіуру
Кріста Кіуру (фін. Krista Katriina Kiuru; нар. 5 серпня 1974, Порі, Фінляндія) — фінська політична діячка, депутатка Едускунти (парламенту) з 21 березня 2007 від Соціал-демократичної партії Фінляндії.  
З 6 червня 2019 — міністерка у справах сім'ї та базових послуг в кабінеті Рінне, з 10 грудня 2019 — в кабінеті Марін. 

## Життєпис
Міністерка у справах сім'ї та базових послуг Фінляндії, міністерка освіти і зв'язку Фінляндії, міністерка освіти Фінляндії, міністерка житлового будівництва і зв'язку Фінляндії, депутатка Едускунти.
Народилася 5 серпня 1974 в місті Порі на заході Фінляндії.  
За освітою — вчителька; закінчила у 2001 Університет Турку, магістр суспільних наук. 
Обрана депутаткою Едускунти (парламенту) за результатами парламентських виборів 18 березня 2007 року. 
22 червня 2011 призначена міністеркою житлового будівництва і зв'язку в уряді Юркі Катайнена. 
У березні 2012 кандидатура Кіуру була висунута Робочим об'єднанням міста Порі на посаду заступниці голови Соціал-демократичної партії Фінляндії; на з'їзді партії, що відбувся у травні 2012, її було обрано першою заступницею голови СДП. 
17 травня 2013 в уряді Катайнена відбулися зміни: Кіуру була призначена міністеркою освіти; замість неї на пост міністра житлового будівництва і зв'язку була призначена Піа Війтанен  (обидві вступили у свої нові обов'язки 24 травня 2013 ). Після того, як навесні 2014 із уряду вийшли представники партії «Лівий союз», питання зв'язку від міністерки Пії Війтанен, призначеної на посаду міністра культури і житлової політики, перейшли до Крісті Кіуру; її нова посада стала називатися "міністр освіти і зв'язку" (opetus- ja viestintäministeri).
6 червня 2019 отримала портфель міністерки у справах сім'ї та базових послуг в кабінеті Рінне, з 10 грудня 2019 — в кабінеті Марін. 